# Exeristes comstockii
Exeristes comstockii là một loài tò vò trong họ Ichneumonidae.